# Highroads Course
De Highroad Course of Highland Course is een historisch stratencircuit op het eiland Man. 

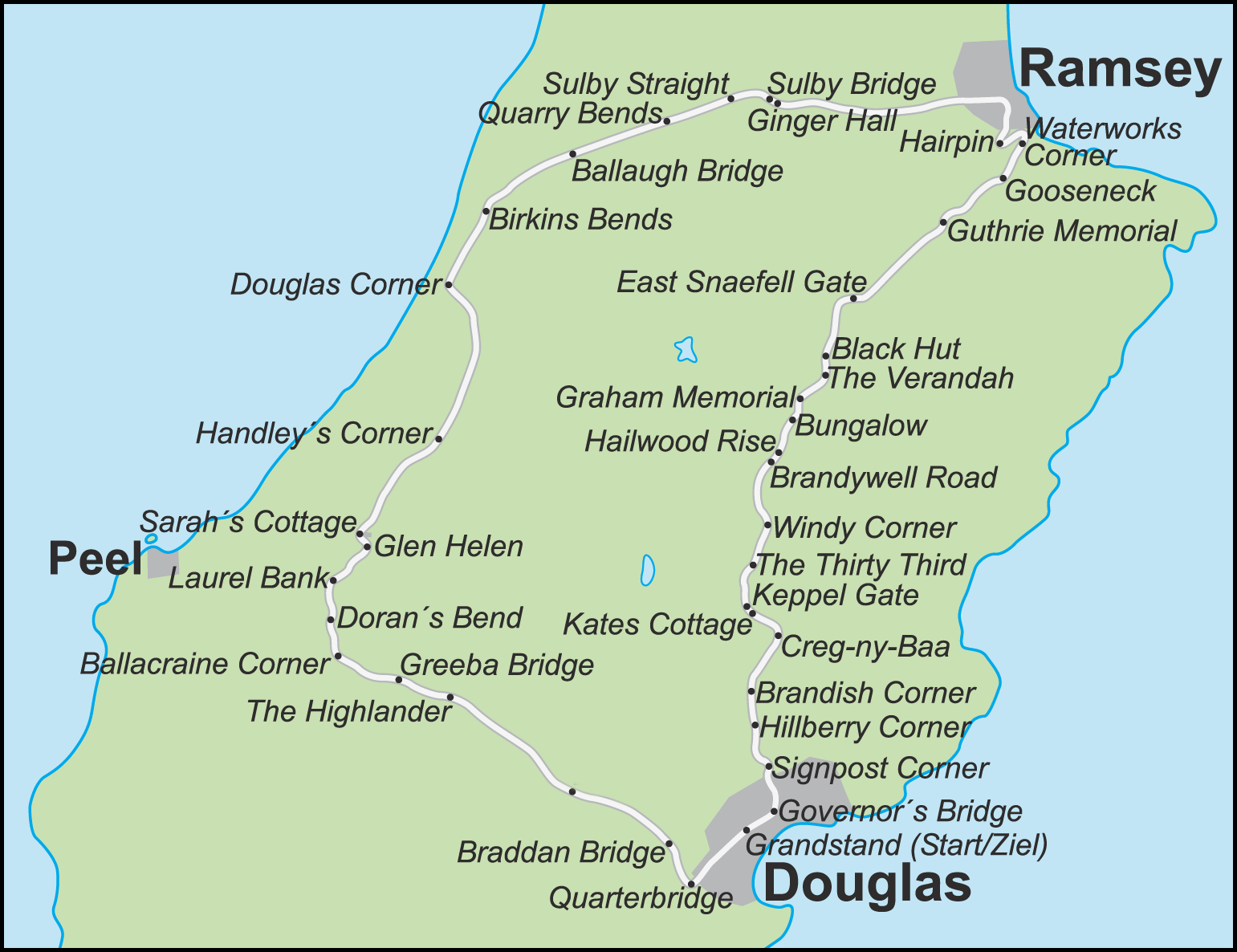
De latere "Mountain Course". De Highroad Course liep zowel in het noorden als het zuiden verder door

## Highroads Course
De Highroad Course werd in 1904 gebruikt voor de Gordon Bennett Trial en in 1905 voor de Tourist Trophy. Dit waren wedstrijden voor automobielen. Ze moesten op het eiland Man worden georganiseerd omdat daar de Tynwald (het parlement van Man) de bevoegdheid had om af te wijken van de maximumsnelheden die in het Verenigd Koninkrijk van kracht waren. In 1905 startten er ook motorfietsen op dit circuit, als kwalificatie en training voor de Trophée International. Toen bleek al dat de zwakke motorfietsen zonder koppeling en versnellingen niet waren opgewassen tegen de steile hellingen van de berg Snaefell, die in het parcours lagen. Het circuit was 52,15 mijl (83,9 km) lang en de startlijn lag bij Quarterbridge in de stad Douglas. Het liep over een aantal openbare wegen, waaronder de A5 van New Castletown naar Douglas en de A3 van Castletown via Ramsey Road naar Ballaugh Bridge in Ballaugh. Verder via de A10 van Ballaugh Bridge naar Ballaugh Cronk en de A13 Jurby Road van Ballaugh Cronk naar Ramsey. Het ging door de stad Ramsey over de A9 Bowring Road. Het stuk van Ballaugh naar Ramsey werd later bekend als de “Sandygate Loop”. In Ramsey ging het over de A2 Albert Road, en over een stuk privéweg en de A18 Mountain Road. Die liep over de flanken van de Snaefell naar de kruising met de A21 en de C10 Scholag Road bij Cronk-ny-Mona in Douglas. Bij Cronk-ny-Mona liep het over de A21 “Johnny Watterson Lane”, de A22 Ballanard road, dan via Bray Hill en de Quarterbridge Road terug naar Quarterbridge. Het hoogste punt van het circuit lag aan de A18 bij Brandywell op 422 meter boven de zeespiegel. 

## Short Highroad Course (Four Inch Course)
Omdat voor de races niet alleen de wegen moesten worden afgesloten, maar ook een aantal spoorwegovergangen versperd werden, werd in 1906 een korter circuit in gebruik genomen. Dat was nog maar 40,38 mijl (65 km) lang. De start was verplaatst van Quarterbridge naar de kruising van de A2 Quarterbridge Road/Alexander Drive. De route liep richting Peel via de A1, daarna via de A4 kustweg en de A3 via Castletown naar Kirk Michael. Vanuit Kirk Michael reed men naar Ramsey, maar nu naar Parliament Square. Door de Sandygate Loop in het noorden en de Peel Loop in het zuiden te vermijden werd het circuit korter. Vanuit Ramsey werd het oude circuit naar Douglas gevolgd.
Dit circuit kreeg de naam "Four Inch Course", omdat de boring van de cilinders vanaf 1908 was beperkt tot 4 inch (101,6 mm).

## St John’s Short Course en Snaefell Mountain Course
De motorfietsen reden hun eerste Isle of Man TT in 1907 op de veel kortere St John's Short Course aan de westkust van Man. Daardoor hoefden ze de Snaefell niet te beklimmen. Uiteindelijk zou de Four Inch Course vanaf 1911 (toen de Auto-Cycle Union de organisatie van de TT voor motorfietsen op zich nam) gebruikt worden voor motorfietsen en bekend worden als de "Snaefell Mountain Course". De overstap van de motorfietsen naar het lange circuit was voor de Britten juist heel gunstig geworden, omdat zij vrijwel de enigen waren die al in de jaren nul het belang van versnellingen hadden ingezien. Zo waren er al versnellingsnaven omdat veel fietsfabrikanten waren overgestapt op motorfietsen, maar ook de Zenith "Gradua Gear" was verkrijgbaar en al in 1910 waren de eerste negen plaatsen in de TT voor motorfietsen met een of andere vorm van versnellingen.